# شریکان جنایت (فیلم ۱۹۳۷)
شریکان جنایت (انگلیسی: Partners in Crime) فیلمی آمریکایی به کارگردانی رالف مورفی است که در سال ۱۹۳۷ منتشر شد.